# مسجد طوبی شاهی
مسجد طوبی شاهی (ترکی آذربایجانی: Tuba-Şahi məscidi) مسجدی در شهرک مردکان باکو است. این بنا یک یادمان معماری در جمهوری آذربایجان است و الگوهای معماری این بنا در معماری مناطق شمالی آذربایجان هم دیده می‌شود. این مسجد در قرن پانزدهم میلادی ساخته شده‌است و به احترام زنی که دستور ساخت آن را داد، نامگذاری شده‌است.
کتیبه‌ای که در مسجد حک شده‌است تاریخ ساخت آن را مطابق با ۱۴۴۸–۱۴۴۲ میلادی نشان می‌دهد. کتیبهٔ دیگری هم روی پله‌های مارپیچ نزدیک ورودی مسجد که به پشت بام منتهی می‌شود، وجود دارد. به نظر می‌رسد این کتیبه متعلق به مسجدِ قدیمی‌تر روستا است و تاریخ ساخت آن محرم سال ۷۷۴ هجری قمری (۱۳۷۲ میلادی) را نشان می‌دهد و نام بانی آن صدر حاجی بهاالدین است.
قلعه چهارگوش مردکان، بنایی از قرون وسطی، در جوار مسجد واقع شده‌است.